# Justin Geertsen
Josh Justin Harnum Geertsen (født 11. august 2004 i København), kendt som Justin Geertsen, er en dansk skuespiller.
Som 7-årig debuterede han som skuespiller i Charlotte Madsens kortfilm Engle hører til i himlen, og har siden bl.a. medvirket i En værdig mand, Mellem Væggene, Nimis Skat, Klassen, Historien om Danmark samt Tim og fløjtespilleren.

## Filmografi

### Film
| År   | Titel                                | Rolle     | Noter |
| ---- | ------------------------------------ | --------- | ----- |
| 2018 | En værdig mand                       | Mads      |       |
| 2018 | Hero                                 | Jonas     |       |
| 2018 | Jump                                 | Dan       |       |
| 2018 | Mellem Væggene                       | William   |       |
| 2018 | Tim og fløjtespilleren               | Tim       |       |
| 2017 | Nimis Skat                           | Eskild    |       |
| 2016 | Afløb                                | Justin    |       |
| 2016 | Den Dag Min Ven Ikke Kom Til Fodbold | Kasper    |       |
| 2015 | Helt Hen I Vejret                    | Noah      |       |
| 2014 | Krig                                 | N.B       |       |
| 2014 | As The Story Continues               | (Navnløs) |       |
| 2012 | Pizza                                | Niklas    |       |
| 2012 | Engle hører til i himlen             | Lau       |       |

### TV
| År        | Titel                           | Rolle             | Noter                     |
| --------- | ------------------------------- | ----------------- | ------------------------- |
| 2018      | Øgendahl og de store forfattere | 70'er-dreng       | afsnit Tove Ditlevsen     |
| 2017      | Historien om Danmark            | Middelalder-dreng | afsnit Tidlig middelalder |
| 2016-2017 | Klassen                         | Anton             |                           |
| 2020      | Ulven kommer                    | Jonatan           | Gennemgående rolle        |